# Taching am See
Taching am See – miejscowość i gmina w południowo-wschodnich Niemczech, w kraju związkowym Bawaria, w rejencji Górna Bawaria, w regionie Südostoberbayern, w powiecie Traunstein, wchodzi w skład wspólnoty administracyjnej Waging am See. Leży około 12 km na północny wschód od Traunsteinu, nad jeziorem Tachinger See.

## Demografia
Dane o ludności z 31 grudnia 2008:
| Opis                                | Ogółem | Ogółem | Kobiety | Kobiety | Mężczyźni | Mężczyźni |
| ----------------------------------- | ------ | ------ | ------- | ------- | --------- | --------- |
| Jednostka                           | osób   | %      | osób    | %       | osób      | %         |
| Populacja                           | 1932   | 100    | 984     | 50,93   | 948       | 49,07     |
| Wiek przedprodukcyjny (0–17 lat)    | 371    | 19,2   | 195     | 10,09   | 176       | 9,11      |
| Wiek produkcyjny (18–65 lat)        | 1164   | 60,25  | 569     | 29,45   | 595       | 30,8      |
| Wiek poprodukcyjny (powyżej 65 lat) | 397    | 20,55  | 220     | 11,39   | 177       | 9,16      |

## Polityka
Wójtem gminy jest Ursula Haas z CSU/UWGTT, wcześniej funkcję tę pełnił Hubert Schmid, rada gminy składa się z 12 osób.
|      | CSU | UWGTT | BL | CSU/UWGTT | Razem |
| 2008 | -   | -     | 4  | 8         | 12    |
| 2002 | 4   | 8     | -  | -         | 12    |